# Menteşe

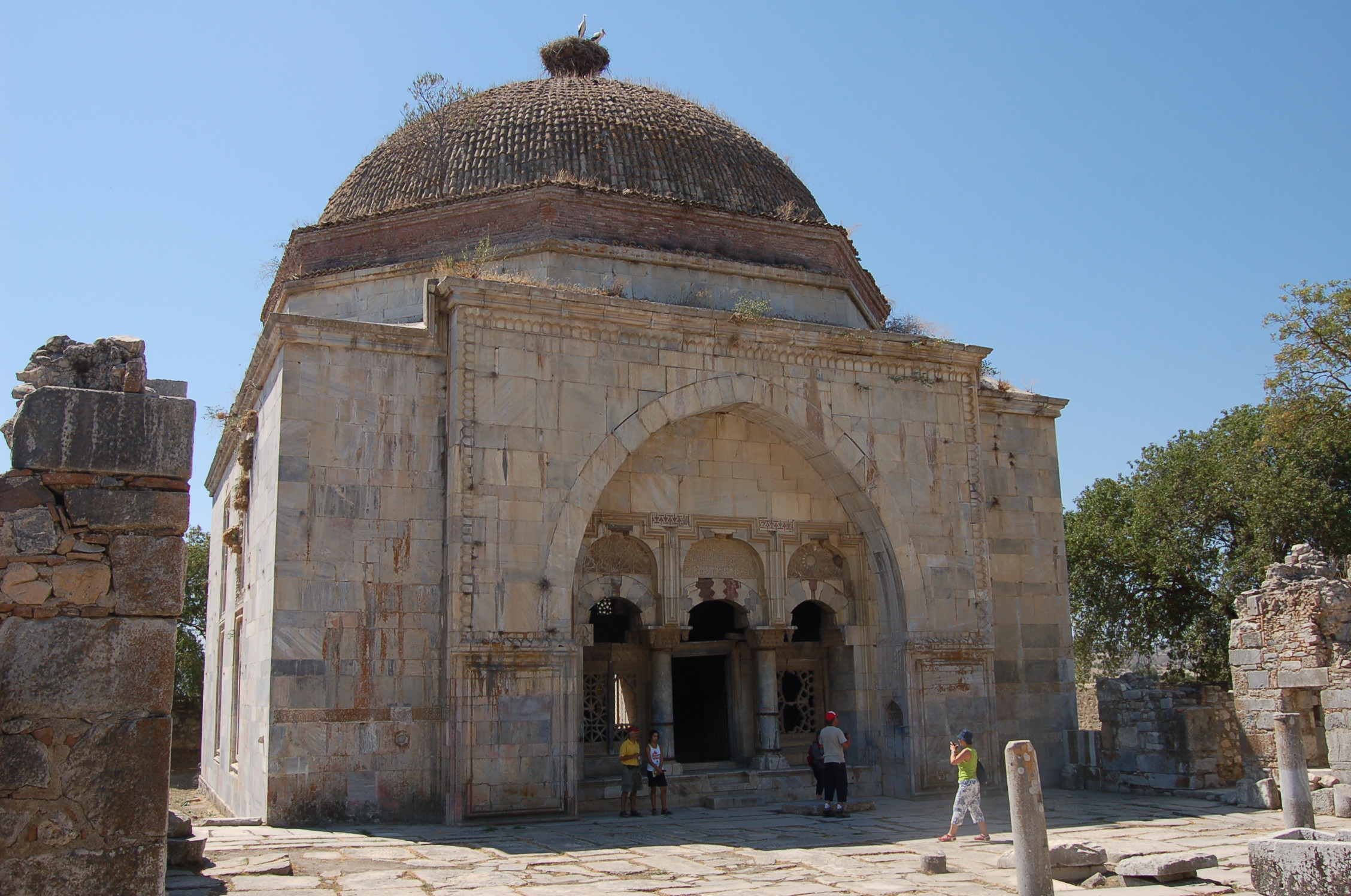
Mosquée d'İlyas Bey à Balat (site de Milet).

Le beylik turc anatolien de Menteşe, Menteshe ou Menteche (1260-1424) est une des principautés frontalières établies par les clans turcs oghouzes en Anatolie du sud-ouest après le déclin du sultanat  seldjoukide de Roum. La dynastie des Mentecheïdes ou Menteşeoğulları est fondée par Menteşe Bey, à qui elle doit son nom, le beylicat a pour capitale Milas et pour quartier-général la forteresse voisine de Beçin. Le territoire du beylicat correspond approximativement à la province contemporaine turque de Muğla.

## Histoire
Menteşe crée le beylicat en 1260. La cité d'Aydın (l'antique Tralles) est contrôlée un temps par le beylicat et renommée Güzelhisar sous les Mentecheïdes. Elle est ensuite transférée à leurs voisins septentrionaux d'Aydın qui la renomment d'après le fondateur de leur dynastie. Les beys Menteşe constituent une importante puissance navale, s'opposant notamment à l'ordre des Hospitaliers, à l'image de la bataille d'Amorgos en 1312.
Vers 1355, les Mentecheïdes doivent accepter la présence des Vénitiens à Milet. À la mort d'İbrahim bey le beylicat est partagé entre ses trois fils. Il est partiellement réunifié lors de la mort du plus jeune d'entre eux. il y a deux principautés, une avec pour capitale Milet avec l'aîné Mehmed et une avec pour capitale Beçin avec le cadet Ahmet.
Les beys Menteşe sont soumis au pouvoir ottoman pour la première fois en 1390 sous le règne de Bayezid Ier. Après 1402 et la défaite de Bayezid Ier, Tamerlan restitue le beylicat à Menteşeoğlu İlyas Bey, qui reconnaît plus tard la souveraineté ottomane en 1414. L'incorporation définitive au royaume ottoman intervient en 1424.

## Le témoignage d'Ibn Battûta
Vers 1333 Ibn Battûta passe à Milas où il rencontre celui qu’il appelle le sultan de Milas, petit-fils du fondateur du beylicat.

« C’est le sultan honoré Chodjâ’ eddîn Orkhân bec, fils d’Almentecha. Il est au nombre des meilleurs souverains, ... Sa résidence était dans la ville de Bardjîn, voisine de Mîlâs ; ces deux villes ne sont séparées que par une distance de deux milles. Celle de Bardjîn est nouvelle, située sur une colline, et pourvue de beaux édifices et de mosquées. Le sultan avait commencé d’y bâtir une mosquée djâmi’, dont la construction n’était pas encore achevée. »

— Ibn Battûta, Op. cit. (lire en ligne), « Du sultan de Milâs »

## Dynastie

Carte des beylicats d'Anatolie vers 1330

| ~1261-~1282 | Menteşe         |                 | Fondateur éponyme de la dynastie                          | Fondateur éponyme de la dynastie                          |
| ~1282-~1320 | Masud           | Menteşe         |                                                           |                                                           |
| ~1320-~1340 | Şücaüddin Orhan | Masud           |                                                           |                                                           |
| ~1340-~1360 | İbrahim         | Şücaüddin Orhan | Partage entre ses trois fils                              | Partage entre ses trois fils                              |
| ~1360-1390  | Mehmet          | İbrahim         | À Milet                                                   | Annexion au territoire ottoman en 1390                    |
| ~1360-1390  | Ahmet           | İbrahim         | À Beçin                                                   | Annexion au territoire ottoman en 1390                    |
| ~1360-1370  | Musa            | İbrahim         | Son domaine est repris par son aîné Mehmed en 1370.       | Son domaine est repris par son aîné Mehmed en 1370.       |
| 1403-1424   | İlyas           | Mehmed          | Restaure le beylicat qui retombe dans le domaine ottoman. | Restaure le beylicat qui retombe dans le domaine ottoman. |